# Bay (Somalië)
Bay (Arabisch: باي, Bāy) is een regio (gobolka) in zuidelijk Somalië. De hoofdstad is Baidoa (Somalisch: Baydhabo). Bay was onderdeel van de voormalige de facto onafhankelijke staat Zuidwest-Somalië. Het grenst aan de Somalische regio's Bakool, Hiiraan, Shabeellaha Hoose, Jubbada Dhexe en Gedo. De regio van Bay is een van de dichtstbevolkte gebieden van Somalië en bestaat uit de volgende districten:
- Baidoa (tevens hoofdstad)
- Buurhakabo
- Diinsoor
- Qasahdhere
- Ufurow

Berdale en Doynunay zijn voorgestelde districten.
Awdal · Bakool · Banadir · Bari · Bay · Galguduud · Gedo · Hiiraan · Midden-Juba · Midden-Shabelle · Mudug · Neder-Juba · Neder-Shabelle · Nugaal · Sanaag · Saaxil · Sool · Togdheer · Woqooyi-Galbeed
Galmudug · Jubaland · Puntland · Somaliland